# Sony Ericsson W610
El Sony Ericsson w610i es un teléfono móvil perteneciente a la serie W de Sony Ericsson, con tecnología Walkman, y fue anunciado en febrero de 2007 , disponible en colores Negro con Naranja (Plush Orange) y Blanco con Negro (Satin Black).
El Sony Ericsson w610 puede ser considerado por algunos como la evolución del w810 por la similitud en el diseño respecto al anterior, sin embargo, el w610 incluye Walkman 2.0, mientras que en el W810 se mantiene en la versión 1.0. Otra diferencia, pero negativa, hacia el w610 es la cámara: la de un w810 es de 4:8, mientras que la lente del w610 es de 3:8, lo que genera peor calidad en las fotos. Referente al acercamiento, el w610 sólo puede acercarse a 2.2x en modo VGA mientras el w810 se acerca a 4x, siendo esto último algo sin utilidad, ya que el zoom digital no agrega ninguna mejora a la imagen final.

## Descripción
El Sony Ericsson W610i posee, entre varias cosas, el servicio de reconocimiento de canciones denominado TrackID™, el cual tiene la utilidad de grabar y enviar parte de un sonido a un servidor, para obtener sus respectivos datos, como el nombre, álbum y artista.
También posee la capacidad de publicar una imagen con texto directamente a un blog en poco pasos.
El teléfono incluye el perfil A2DP, que posibilita la transmisión de audio en estéreo mediante Bluetooth, para conectar auriculares Bluetooth y oír música sin cables.
Como la mayoría de los últimos modelos, incluye PictBridge, PhotoDJ, VideoDJ, MusicDJ, etc.

## Características

### Pantalla
La pantalla del teléfono W610 es TFD.
- TFD (Thin Film Diode) es una tecnología de pantalla plana del tipo LCD (Liquid Crystal Display). Utiliza tecnología de matriz activa, esto es: se divide la pantalla en una matriz con celdas de 1 pixel con un DIODO asociado a cada pixel(las pantallas TFT usan un Transistor en vez de diodo), que permite una respuesta más rápida y un mejor contraste que la tecnología de matriz pasiva (STN). La tecnología TFD combina la calidad de imagen y el tiempo de respuesta de la tecnología TFD, con el bajo consumo y precio de la tecnología STN.

### Cámara
Cámara digital de 2 Megapixeles (1600x1200), auto-focus, enfoque macro e infinito, Flash LED, Grabación de video a una resolución de 176x144, 15 FPS aprox.

### Walkman
El Walkman del w610i es la versión 2.0, que incluye la visualización de carátulas y una reestructuración de sus menús, la capacidad de usar Skins y visualizaciones.

### Memoria
La memoria del w610i generalmente contiene una memoria interna de 75 mb o 64 mb dependiendo de la operadora. Posee una ranura para Memory Stick Micro (M2) de hasta 1 Gigabyte.

### Accesorios
El Sony Ericsson W610i contiene en su paquete de ventas:
- Auriculares HPM-70
- Cargador
- Cable USB DCU-65
- Manual de usuario
- Tarjeta de memoria M2 (512 mb)

## Modding
Al igual que el w810i y otros modelos Sony Ericsson, este celular se puede modificar mediante programas especiales también gratis donde se pueden modificar, entre otras cosas:
- Camdriver (Mejora calidad de la cámara)
- Skins Walkman
- Visualizaciones
- Menús Flash
- Acoustics (Mejora calidad de sonido), etc.
- Parches VKP
- Elf Pack
- Fonts (Cambio de la fuente de las letras en el teléfono)
- Layout (modificación del tamaño del font y logo de operador)

## Comparación de W610i con K750/W800/W810i
El Teléfono Sony Ericsson W610, posee el Flight Mode para usar funciones del teléfono, como juegos, cámara, Walkman, envió por IRDA, etc pero con los radiotransmisores (Accesos de Red) desactivados. En cambio el K750/W800/W810, solo es posible usar el Walkman.
En comparación con el K750/W800/W810, éste es más delgado y la pantalla es de 1.96 pulgadas.
El diámetro de la cámara ha disminuido de 4.8mm en K750/W800/W810 a 3.8mm en K550/W610, por lo que la calidad podría verse disminuida. El Sony Ericsson W610 posee un microprocesador que nos da la utilidad de ejecutar hasta nueve aplicaciones JAVA al mismo tiempo. Cabe destacar que el Walkman 2.0 soporta los siguientes formatos de audio: AAC, AAC+, ACC+ Plus, MP3, MP4, M4A, 3GP, AMR NB, AMR WB, WAV, SP-MIDI, G-MIDI, RealAudio 8, WMA 8, WMA 9 y Mobile XMF 1.0.
Uno de los muchos aspectos relevantes en el Walkman 2.0 es que al desconectar los auriculares pregunta si desea que el sonido salga por el altavoz o se desactive, para evitar que suene en situaciones donde sea incómodo
El software PhotoDJ, posee nuevas mejoras como eliminación de ojos rojos, regulación de contraste, brillo, etc.
También cabe destacar el zoom hasta 32x en la reproducción de vídeos.

## Su Sucesor
El Modelo W660 Se convirtió en su sucesor indirecto ya que este se creó como una evolución del W610 Preparado para las redes 3G Puesto que este modelo tiene una cámara 2.0M sin flash ni auto-focus,y una cámara 0.3 MPX para videoconferencia aunque el modelo solo tiene de memoria interna 15 a 16 MB Disponible en colores Black Vynil, Candy Red y Polar White incluyendo la falta de puerto infrarrojo esto en respuesta a Motorola y a varios de sus modelos (Aunque el W350 Tampoco Tiene Infrarrojo)